# Mission to the Unknown
A Mission to the Unknown a Ki vagy, doki? (Doctor Who) sorozat tizenkilencedik része, amit 1965. október 9.-én sugároztak egy epizódban, így a klasszikus sorozat egyetlen része ami egy epizódos. Ez a 12 részes The Daleks’ Master Plan preqeul része.

## Történet
Három földi ügynöknek a Kembel bolygó dzsungeljében kellene felderíteni a dalekek titkos városát és megtudni a terveiket. A dalekek a világegyetem meghódítását tervezik. Az akció nem sikerül, a dalekek kerekednek felül.

### Folytonságok
Miután a The Daleks’ Master Plan előzménye, így pontosan durván 13 részes.
A Varga nevű növények később megjelennek I, Davros: Purity, Dalek Empire II: Dalek War és a City of the Daleks epizódokban.

## Epizódlista
| Epizód címe              | Bemutató napja   | Hosszúsága | Nézők száma (millió) | Formátum                         |
| ------------------------ | ---------------- | ---------- | -------------------- | -------------------------------- |
| Küldetés az ismeretlenbe | 1965. október 9. | 24:42      | 8,3                  | Csak állóképek és/vagy töredékek |

## Könyvkiadás
A könyvváltozatát 1989. szeptember 21-én adta ki a Target Könyvkiadó a The Daleks’ Master Plan-k a könyvváltozatának az első felében.

### Fordítás
- Ez a szócikk részben vagy egészben  a   Mission to the Unknow című angol Wikipédia-szócikk fordításán alapul.  Az eredeti cikk szerkesztőit annak laptörténete sorolja fel. Ez a jelzés csupán a megfogalmazás eredetét és a szerzői jogokat jelzi, nem szolgál a cikkben szereplő információk forrásmegjelöléseként.